# Săveni
Săveni (ungarsk: Szöven) er en lille by beliggende i distriktet Botoșani i Vest Moldavien-regionen i det nordøstlige Rumænien. Byen har 6.447 (2021) indbyggere og  administrerer fem landsbyer: Bodeasa, Bozieni, Chișcăreni, Petricani og Sat Nou.
Der er et arkæologisk museum  i byen, der har  to ortodokse kirker, Sankt Nikolaus-kirken og Sankt Georg-kirken.
"Spitalul Orășenesc Săveni" er det lokale hospital. Den gamle biograf "Patria" er blevet  renoveret  og er blevet til et moderne kulturhus.
De vigtigste erhverv er landbrug, fødevarer, tekstiler og byggeri.

## Beliggenhed
Săveni ligger i Vltava lavlandet (Câmpia Moldovei), i dalen af floden Bașeu, en højre biflod til Prut. Distriktets hovedstad Botoșani ligger ca. 30 km mod sydvest.

## Historie
Săveni blev blev første gang nævnt i dokumenter 1546, under den moldaviske prins Petru Rareș. Eksistensen af den nu indlemmede landsby Bozieni er dokumenteret så tidligt som i 1432. Omkring det 18. århundrede bosatte mange jøder sig der. I 1818 fik Săveni markedsrettigheder, i 1859 blev det et lokalt administrativt center og i 1950 blev det kommunalt hovedsæde. Siden 1968 har Săveni været en by.

## Uddannelse
De vigtigste uddannelsescentre er "Școala Gimnazială Nr.1 Săveni" grundskole og mellemskole, i en gammel faldefærdig bygning fra begyndelsen af 1900-tallet, der fungerede som jødisk skole, og "Liceul Teoretic Dr. Mihai Ciucă", som er en grundskole og gymnasium.